# Howie Schneider
Pour les articles homonymes, voir Schneider.
Howard Adolph Schneider, dit Howie Schneider (1930-2007) est un auteur de bande dessinée et de livres jeunesse américain. Il est surtout connu pour le comic strip humoristique, Eek & Meek, diffusé de 1965 à 2000 par Newspaper Enterprise Association, dans 400 à 500 journaux dans les années 1990. 